# 3. Division
De 3. division is het vierde niveau van het voetbalsysteem in Denemarken, en is opgericht in 2021.

## Nieuwe competitie
Deze competitie is ingevoerd voorafgaand aan het seizoen 2021-2022. Als gevolg van de herindeling bij de Deense hoogste competities. De situatie aan het eind van seizoen 2020-2021 in de 2. division werd gebruikt voor het indelen van deze competitie. Door de invoering van deze competitie is de Danmarksserien for herrer het vijfde niveau geworden in de voetbalpyramide. 

## Competitieformat
Deze competitie bestaat uit 12 ploegen. De eerste wedstrijden 22 worden gespeeld in deze reguliere competitie. De nummers 1 t/m 6 komen terecht in de promotiegroep en spelen onderling de volgende 10 wedstrijden. De nummers 1 en 2 promoveren naar de 2. division. De nummers 7 t/m 12 komen terecht in de degradatiegroep, en spelen eveneens 10 duels. De nummers 11 en 12 degraderen naar de Danmarksserien for herrer.

## Kampioenen en runners-up (vanaf 2021/22)
- De vet gedrukte teams promoveren naar de 2. Division

| Seizoen   | Kampioen            | Runner-up |
| --------- | ------------------- | --------- |
| 2021-2022 | FC Roskilde         | BK Frem   |
| 2022-2023 | Middelfart Boldklub | FA 2000   |
| 2023-2024 | BK Frem             | Ishøj IF  |